# سیارک ۴۵۸۵
سیارک ۴۵۸۵ (به انگلیسی: 4585 Ainonai، نامگذاری:1990KQ) چهار هزار و پانصد و هشتاد و پنجمین سیارک کشف شده‌است که در ۱۶ مه ۱۹۹۰ کشف شد.
قدر مطلق سیارک برابر ۱۲٫۸۰ است.